# SAMURAI 7
『SAMURAI 7』（サムライセブン）は、日本のテレビアニメである。
本作は黒澤明監督作品『七人の侍』（1954年公開）から50周年を記念して2004年にリメイクされたGONZOによるフルデジタル・アニメーションで、最初からハイビジョン・フォーマット、5.1chドルビー・サラウンドで制作されている。全26話。2008年11月に舞台化、以降2度再演している。

## 概要
時代を未来に設定し、巨大な機械のサムライ同士が戦う戦場に、剣を頼りに闘う長髪にピアス、コートを着けたサムライを配し、そこに中国南部の少数民族のような装束の農民と平安時代の貴族の様な商人を配している。これらのデザインは草彅琢仁が担当した。
音楽は和田薫と、和太鼓奏者である林英哲の手によるもの。和田薫は元々オリジナル邦楽曲を発表しており、それらの演奏に林英哲も参加していた。

## あらすじ
人類は数々の大戦を経て、機械化文明と農耕文明が入り混じった混沌とした時代にあった。大戦が終了してしばらく後の事、コメの刈り取りの時期に現れては村を襲いコメを略奪する野伏せり（のぶせり）を撃退すべく、神無（かんな）村は密かにサムライを雇う事を計画する。村の水分り（みくまり）の巫女であるキララは自ら願い出て、サムライを探しに都の虹雅渓（こうがきょう）へ出る。

## 登場人物

### サムライ
島田　カンベエ
声 - 寺杣昌紀
サムライ達のリーダー格で、多くの戦場をめぐった経験から文武両道に長けた人望あるサムライ。ただし参加した戦は負け戦ばかりである。紅蜘蛛や雷電といった機械のサムライはもちろん、二ノ丸などを刀で撃破している。また、第21話で髪飾りを使って手枷を外し処刑台から脱出を図るなど、手先も器用である。当初は「負け戦」を理由にキララ達の話を断っていたが、後に1人目となる。
ヒョーゴとの対戦中彼の股間に打撃を加えたり、米俵の中に隠れて浮遊要塞に潜入し内部から奇襲を仕掛けたりと、勝つためなら卑怯な手段もいとわない。
キララの想いには薄々感づいてはいたようだが、あえてその想いに答えることはせず、都を倒しカツシロウに刀を渡した後シチロージと共にカンナ村を後にした。都に勝利はしたが、この戦も彼曰く「負け戦」であった。
岡本　カツシロウ
声 - 朴璐美
高名な武家の生まれだが、そこを抜け出してきた武者修行中の若いサムライ。全体的に能力は高いが、実戦経験が皆無である上に甘い性格のため活躍の場面は少ない。7人のサムライの中で一番初めにキララ達と出会ったサムライで、次第にキララに惹かれていく。偶然出会ったカンベエに感服して弟子入りを願い出るが認めてもらえず、村を守るための7人としても数えられなかったが、後に負傷し村への同行を断念しようとした時、カンベエに5人目として認められる。カンベエを心から慕っており、彼を殺そうとしたキュウゾウを敵視していたが、徐々に彼の剣術に惚れ尊敬の念を抱くようになる。
カンナ村の防衛を通して飛躍的に成長したが、その後、一時的にカンベエと対立して離脱し1人でカンナ村防衛の指揮をとった。その後、都に潜入しカンベエの元へ戻る。だがその際にカンベエを救う為に半錯乱状態に陥りながらも銃を発砲したところ、梟の後ろにいたキュウゾウすらも誤って殺害してしまう。最終回では機械のサムライ相手に奮闘し、最後はカンベエから刀を貰い受け単身で旅に出る。
キクチヨ
声 - コング桑田
百姓出身の機械のサムライ。機械であるが、人間よりも人間臭さを見せる。身の丈は普通の人間より一回り大きい。
剣の腕はいまいちだが、豪腕に物を言わせて大刀を振るう。改造手術を受け機械の身体（テッサイによれば規格外）になったので非常に頑丈で、首と体が離れても問題なく行動できる。豪放で猪突猛進な性格のトラブルメーカー。ぶっきらぼうだが温かい心を持つ。コマチと相性が良い。また、面倒見がよくカンナ村の子供たちからも慕われている。棘饅頭（おそらくドリアンの様な物で強烈な悪臭を放つ果実）が好物。農民時代は速刈りのタゴ…と呼ばれていたらしい。
カツシロウ同様当初からキララ達と同行していたが、7人の中には数えられていなかった。カンナ村でのマンゾウの裏切りを庇う際、自身が百姓出身であることを吐露したことで7人目として認められた。
第24話にて、必ず戦から生きて帰ってくるとコマチと約束し、その約束の印として彼女に侍の証である（拾った）家系図を預けた。すると彼女から将来婿になって欲しいと告白をされ、彼は涙を流して喜んだ。
第26話にて、ウキョウを追い詰め斬ろうとするも失敗し、錯乱状態に陥った彼の銃による攻撃で負傷。機能停止をしたかに思われたが立ち上がり、カンベエを撃とうとする彼を道連れに都から落下する。大八車に乗ったコマチ達に助けられたが、錯乱状態になったウキョウがキララを襲おうと雷電と共に襲来。皆を守るためウキョウを殴り飛ばし、襲ってくる雷電を片腕で斬り撃破した。その後、満身創痍のまま都の神無村衝突を止めるべく単身で斬艦刀を用いてサムライの特技である振動斬りをやってのける（機械の体では振動斬りは自殺行為に等しい）。止める事は出来なかったものの突進する方向をずらす事に成功し、村には何の被害も無かった。コマチが約束の預かっていた家系図を返そうとやって来るが、そこには地面に突き刺さったキクチヨの両足しかなく、彼が一歩も退かずに死亡した事を物語っていた。ゴロベエと同様に亡骸は神無村に葬られた。
片山　ゴロベエ
声 - 稲田徹
カンベエが腕を見込んだ2人目のサムライ。大戦後は大道芸で生計を立てていたため能弁。見切りの達人で、弓や弾丸などをいとも簡単によける。生きるか死ぬかの命の賭け合いが好きで戦闘中に昇天することもしばしば。褐色で白髪。顔に傷がある。口癖は「ご冗談を」。旧大戦ではカンベエとは敵対する陣営に属していたが、2人はそのことを知らない。神無村への移動の時、女物の和服を着て女装する。
第16話においてシュウサイの放った鉄砲を1度は見きって交わしたが、近くに着弾した2発目の爆発に巻き込まれ、致命傷を受け戦死。最期にリキチと一緒に再び旅に出られなくなった事を悔やんでいた。「命、買い受けた。」と言うカンベエに対し、「ご冗…談を…」と言い返し逝き、7人のサムライの中で最初に戦死した。最終的に亡骸は神無村に葬られた。
第23話ではカツシロウの幻想の中に登場し「お前は、このままでは野伏せりに負ける」と告げ、カツシロウを神無村へ導く。これにより神無村は危機を免れた。
シチロージ
声 - 草野徹
カンベエの副官として常に戦場にあったサムライ。第1話冒頭、2人が乗る戦闘艇（斬艦刀）には彼の彫った「イツモフタリデ」という文字が書かれている。左手は義手でワイヤーが仕込まれている。基本的には槍術が得意だが、他にも色々な武器を使いこなす事ができる。大戦中カンベエと長年苦楽を共にしてきた事から、カンベエが"古女房"と例えた。その縁でカンナ村の話をカンベエより持ち込まれ4人目のサムライとなる。
敗色が濃くなった大戦末期、脱出ポッドごと川を流れている所をユキノに拾われ恋仲の関係になる。大戦後はユキノの蛍屋で太鼓持ちをしていたため、郭（くるわ）言葉が身に付いている。川を流れて来た事から、ヘイハチに桃太郎のようだと言われ、コマチにつけられたあだ名はモモタロウ。
都との最終決戦でカンベエ、カツシロウとともに生き残り、暫くは村に留まっていたが、カンベエとともに村を発った。
キュウゾウ
声 - 三木眞一郎
アヤマロの護衛に雇われていた二刀流の使い手。実力は7人の中でも最強を誇り、カンベエを凌ぐほどの剣の達人(カンベエ曰く「儂はお主には勝てん」)。カンベエと切り結ぶが決着がつかず、神無村の一件が片付くまで勝負はお預けに。その後アヤマロ一味から離反しカンベエ一行に合流、6人目となる。無口で冷静沈着である。ヒョーゴとは大戦中同じ部隊だった。
第25話でカンベエが梟に斬られそうになったのを助けようとしたところ、カツシロウが敵の銃で梟を撃ち、貫通した弾を受け死亡。死ぬ間際に、勝負を誓っていたカンベエに「村で…待つ…」と言う言葉を残した。都を破った後、神無村に墓が建てられた。公式設定で「スタイリッシュ宇宙人」、「パンクバンドのベース」と呼ばれている。
林田　ヘイハチ
声 - 犬飼淳治
カンベエが見こんだ3人目のサムライ。小柄で常に無邪気な笑顔をたたえるムードメーカーであるが、怒ると笑顔が消えて両目が開き、淡々としたとても恐い口調に変わる。仲間意識が強く、裏切りや内通は決して許さない。小説・アニメ共々過去は「仲間を死に追いやった」ことに対する罪の意識を抱えている。小説ではいつも笑顔でいる理由は大戦中怒ってばかりだった彼に上官のお嬢さんが笑うように言ったことから。刀に付けているてるてる坊主も笑顔の印と彼女から貰い受けたものである。その彼女とは結婚を考えるほどの間柄だったが、格の低い身分だったため彼女に苦労をかけまいと自ら別れを切り出した。
大戦中は手先が器用なことから工兵だったため人を斬った経験はないが、剣の腕は一流。大の米好きで産地や水質を当てる事ができる。また米に関するエピソードにも詳しい。神無村への移動時、女装をする。
第25話で都の天守閣を切り離すため爆弾を仕掛けるが梟によって撃たれ負傷し、その後雷電の斬艦刀にはさまれ自ら起爆スイッチを押し自爆した。そして「米が喰いたぁ〜い！」と叫びながら都の主機関と共に墜落して逝った。都を破った後、神無村に墓が建てられた。

### カンナ（神無）村
キララ
声 - 折笠富美子
神無村の「水分りの巫女」。水脈を占う事ができる。サムライを雇いに町に出る。芯がしっかりしていて礼儀正しい。神無村の者達はキララがカツシロウに好意を抱いていると思っているが、その後のオカラの発言や最終決戦前のキララの言動等などから恐らくカンベエに好意を抱いていたと思われる。
都が倒された後、明確な理由の描写はされていないが水分りの水晶をコマチに譲った（しかし物語の流れから察することはできる）。
自身の想いは吹っ切ったのか、村を去っていくカンベエに何も言わずに見送った。
コマチ
声 - 斎藤千和
キララの妹。町見たさにキララについてきた。「〜です」という語尾が特徴。キクチヨを気に入って子分にする。キクチヨに淡い好意も抱いている様子。
都が倒された後、キララから水分りの水晶を譲られた。どうやら、長い間キクチヨが死んだ悲しみから抜け出せなかったようである。
リキチ
声 - 西前忠久
キララ達の護衛役として町へ行く農民の1人。農民であったため剣の心得はなく、護衛役なのにあまり役に立っていない。
妻・サナエを野伏せりに攫われているが、カンベエ達によって救出される。サナエの心が天主に向いていたため一時は精神的にかなり落ち込んでいたが、ミズキの言葉により立ち直る。
都が倒された後は、サナエとの仲も元に戻ったようだ。
オカラ
声 - 田野恵
コマチの幼なじみ。いつも赤ちゃんを背負っている。シチロージに好意を持っている？「シシシ」という独特な笑い方をする。
マンゾウ
声 - 巻島直樹
根っからの臆病者で、サムライ・野伏せり両方とも恐れている。
カンベエの立てた計略に不満と恐怖を抱き、その他数名の村人と、自分達だけでも助かろうと野伏せりに内通してしまう。
シノ
声 - 小林ゆう
マンゾウの娘。
ヨヘイ、ゴサク、モスケ
声 - 望月健一 、大林洋平、 室園丈裕
神無村の民。
ギサク
声 - 西川幾雄
村の長老で、野伏せり対策にサムライを雇う事を発案する。
最後、村を去るカンベエとシチロージを見送った。

### 商人
アヤマロ
声 - 佐々木誠二
虹雅渓（こうがきょう）の差配（支配者）だったが、都からの勅使殺害の責を取らされ解任される。一代で財をなした商人。
ウキョウが天主になった後は、彼の情けで都の御蔵番吟味方（おくらばんぎんみがた/米の在庫管理・出納係の様なもの）の地位に納まっていた。しかし、キクチヨ達の都進入の混乱の中、テッサイの勧めで逃亡する。
その後、ウキョウの放った刺客に殺されかけるもキュウゾウに助けられ、一時期は蛍屋で下働きをしていた。
都が倒された後は、式杜人と共同で新たな商いを始めている。
ウキョウ
声 - 子安武人
アヤマロの道楽息子。町で見かけたキララにご執心。機械のサムライに異常なまでの嫌悪感と恐怖心がある。
天主（アマヌシ）の49番目の複製として農民の女を母体に創られ、「スエキチ」として育ち、整形した後色街で暮らしていた。この過去はウキョウ自身捨てたい過去であり、手術をした医者やそれを知る者を殺させた。
父の失脚後虹雅渓の差配に収まるが、都に上った際天主に召喚され、次期天主の資質を問う為のコトトイの儀を受けさせられる。これは三日三晩続く上失敗したら死が待っていると言う過酷な問答だが、それを見事クリアした。その後天主の側に仕えその何たるかを学ぶ筈であったが、自ら天主を手に掛け謀略により強引に新天主に収まる。
天主になった後は、職の無い侍に農村の警護役の職を与えたり町民に米を施すなど、独自のやり方で着々と人心を得ていった。しかし、裏では野伏せり達に今まで以上に農村より米を略奪しろと命令していた。実はこれらは、昔自分を苦しめた野伏せりへの復讐で、野伏せりが侍達の手で倒される事が狙いだった。
人心を得ていった後は、野伏せりを倒した事で強くなった神無村を倒そうと、他の農村への挨拶回りついでに都を神無村に進ませた。しかし村からはカツシロウが、そして後方からはカンベエ達が都に攻め込んできた。
第26話にて、ヘイハチの自爆で制御が利かなくなり神無村へ衝突する都から脱出しようとするが、脱出用の御座舟はカンベエに壊されており失敗する。待ち伏せしていたシチロージにより警護の梟が斬られ、カツシロウに斬られそうになるが横にいた大差配筆頭を盾にし防いだ。しかしキクチヨに追い詰められてしまい、斬られそうになるが都が岩に衝突、その隙に銃を取ると彼を撃ち行動不能にし、倒れた体に今までの自分の人生への恨み言を吐きながら銃で殴り続けた。梟が救援に来ると再び脱出を試みるが、裏口にはカンベエが既に待ち伏せしており、彼を必死に説得しようとするも問答無用で斬られる。死亡したかのように思われたが、錯乱状態になりながらもまだ生きており、カンベエを射殺しようとする。だが再起動したキクチヨに阻まれ、彼と共に都から落下する。雷電（ライデン）に助けられるも錯乱状態になった彼にはキララしか見えておらず、彼女を襲おうとするが同じく助けられていたキクチヨに殴り飛ばされる。その後、暴走する都と共に崖下に「キララく〜ん」と言いながら落下し、死亡した。
テッサイ
声 - 池水通洋
アヤマロの腹心でウキョウのお守り役。失脚したアヤマロに見切りをつけ、新天主に就任したウキョウの側に仕える。内心ウキョウのやり方をこころよく思っていなかったが、一度仕えた主君には最後まで仕えるのが武士（もののふ）の道として最後まで仕えていた。
第25話の都でのカンベエ達との会話から、かつては侍だったことが判明する。都から逃げようとするウキョウの影武者（ウキョウ以外の先代天主の複製）3名を斬り、侵入して来たカンベエ達を長ドスを持ち迎え撃った。キクチヨの右腕を一瞬で斬り飛ばし、シチロージを羽交い絞めにするも、斬艦刀に乗り進入して来たキュウゾウに刺され死亡した。
ヒョーゴ
声 - 草尾毅
アヤマロの護衛でキュウゾウの同僚。刀は片手で用いる。銃を与えられてからは刀は使用していない。
第9話において、離反したキュウゾウを説得しようとしたが失敗、抹殺しようとしたが返り討ちにあい死亡した。
小説版では、死亡した後ウキョウの命令により蘇生されている。

### 機械のサムライ（野伏せり）
戦が終わると共に時代の主権を商人に奪われ、従党を組んで新たな主君である天主に仕えるようになったかつての侍たちのなれの果て。複数の従党（軍閥）が式杜人から蓄電筒を買うため諸国の農村部から米を徴収している。
雷電（ライデン）
青い機体で頭部の巨大な角が特徴。背部のブースター（大戦時の装備で第1話の冒頭に登場）に「雷電」と書かれている。
物語の終盤に紅蜘蛛と共にウキョウに魂を抜かれる。
斬艦刀や頭部に装備された気合砲などの対戦艦用兵器を多数搭載している。また突撃兵である侍や紅蜘蛛との白兵戦に弱い。
紅蜘蛛（ベニグモ）
赤い機体で背部に左右6つのポッド（雷電のブースターと同じく第1話に登場）を装着している。
物語の終盤に雷電と共にウキョウに魂を抜かれる。
巨大な刀と6連装の鉄砲を通常装備している。機動力が高く、劇中においても侍達が雷電よりも紅蜘蛛を大きい脅威として見ていると考えられる台詞が多数登場する。
鋼筒（ヤカン）
生身の野伏せりが搭乗して操縦する兵器。特徴は頭部のカメラと数で勝負する戦法を取っている点。装備は刀と鉄砲さらに機体にも火炎放射器が設置されている。またボーガンで武装した機体も存在する。
跳兎跳（トビト）
平時は卵型の状態で飛行しながら偵察等をするが、戦闘時は2体に分離して人型となる。
梟（ミミズク）
機械のサムライの中では最も人間に近い体格をした野伏せりで忍装束。大きさは人間サイズでゴロベエより長身でキクチヨよりも小柄である。刀や弓などを使用したり、ハヤガメに乗って戦うなどバリエーションが豊富である。
シュウサイ
声 - 木村雅史
改良型の紅蜘蛛でカンナ村の位置する地域の村々から米を徴収する（カンナ村はその地域で最初に米を徴収する村だと思われる台詞が劇中で登場する）野伏せりたちの頭。機体色は通常の紅蜘蛛とは異なり赤と黄色の二色である。
カンナ村での最後の戦いではゴロベエを鉄砲で倒し、1対1での決闘でカンベエを窮地に陥れている。劇中で登場した機械のサムライとしてはシュウサイが最も手強い敵であったが、農民たちの鉄砲による攻撃を受け、カンベエに頭部と腹部を切断されて絶命した。
ソウベエ
声 - 岸野一彦
改良型の雷電でシュウサイの率いる野伏せりの副官。機体色はシュウサイと同じく赤と黄色。左肩は紅蜘蛛の物を使用している。本殿（収穫要塞）内部に侵入、奇襲を仕掛けてきた侍たちとの戦闘でキュウゾウに腹部を内部から破壊された結果、爆死した。
コバヤカワ タノモ
声 - 巻島直樹
野伏せり衆の頭目。型は細部が異なるが白い紅蜘蛛である。天主となったウキョウの命令を忠実に遂行する。しかしウキョウに裏切られたことを知って彼を殺害しようとするが、都の主砲で撃破される。小説版では撃破されたにもかかわらず生きており、発見したヘイハチにより修復され、以後は他の野伏せりとともにカンベエたちの援護に付いて都を墜とす。
彼の機体には都の紋が描かれている。

### 禁足地
式杜人
声 - 巻島直樹
禁足地と言われる地下洞窟に住む謎の集団。
そこで栽培するキノコの樹液しか口にしないが、そのキノコの肥料として米が撒かれている。また、野伏せりに村を焼かれた農民を住まわせ、栽培の為の労働力としている。その米は、蓄電筒を製造し、野伏せりが農村より略奪したものと交換（レートは米＝蓄電筒の重さ）する事によって手に入れている。
都が堕ちた後、アヤマロと共に復興作業をしている様子である。
ホノカ
声 - 渡辺久美子
禁足地で式杜人の為に働く女性。野伏せりに村を焼かれ、家族を殺された。
妹を人質に取られている為、野伏せりと内通し、農民がサムライを雇った事やカンベエ一行の動向を洩らしてしまった。
その後、一件についてはカンベエに許され、サムライ達に陰ながら協力するようになる。

### 都
天主（アマヌシ）
声 - 子安武人
大戦後に没落した侍にかわって諸国を支配し商人を社会の中核に置いた新体制を敷いた都（過去の大戦時の本丸）の支配者。生命維持装置内で生存し、自分の後継者の為の複製を作り続ける。
コトトイの儀をクリアしたウキョウを次期天主として認めたが、その手に掛かり殺害される。
サナエ
声 - 浅川悠
リキチの妻。野伏せりにさらわれ都で暮らす内、天主の子（次期天主候補の複製）を宿す。
当初は天主の寵愛を自分が受けている間は、他の連れ去られて来た娘達には手が及ばないだろうと思い行動していたが、ストックホルム症候群になってしまい、今となっては天主を慕っている。ウキョウのことは当初から訝しく思っていた。
慕っていた天主の死に直面し、失意の余り身ごもっていた（天主の）子供が流れてしまった。
都を出てから徐々に回復し、都が倒された後には完全に治ったらしく、リキチとも元の様な仲に戻ったようだ。
ミヅキ
声 - 大沢千秋
ホノカの妹。都に連れ去られ、サナエの身の回りの世話をしていた。
カンベエに助けられ、姉のホノカとともに禁足地に住む事になる。
大差配筆頭（おおさはいひっとう）
声 - 木村雅史
天主に仕える、都の役人。ウキョウが虹雅渓に居た時から彼と面識があり、自分の立場を奪おうとする勅使（ちょくし）を暗殺させる等の裏取引をしていた。
ウキョウが新天主になった後は、機械のサムライの魂を抜く事等を入れ知恵したり、彼の非道な提案を称賛したりと腰巾着のような立場になっていった。
制御が利かなくなった都からウキョウと共に脱出しようとするがカンベエ達に阻止され、最期はウキョウにカツシロウの攻撃を避けるための盾にされ死亡した。

### その他
マサムネ
声 - 西村知道
追われるカンベエ一行を匿い、逃亡の手助けもする老刀鍛冶。キクチヨとは面識が有り、何度も彼の修理している。
ユキノ
声 - 高橋理恵子
遊興娯楽の宿場街癒しの里にある、料亭蛍屋の女将。シチロージと恋仲。
ゲンゾウ
声 - 大友龍三郎
野伏せりの物見頭（ものみがしら）。神無村のマンゾウから情報を得る。それをカツシロウに目撃され交戦。最初はカツシロウを圧倒し、背を向け立ち去ろうとするが、激昂したカツシロウに切り殺された。
ハヤガメ
二足で高速で走る謎の亀。移動手段として使われる。

## 兵器など
刀
昔から侍たちに使用されている最も一般的な武器。劇中での説明はないが設定では刀を持った人間が精神を集中する事により刃が振動し（小説では超振動と呼ばれる）あらゆる物を切断する精神感応式超鋼音波カッターである。劇中で侍が重装甲の野伏せりを切ったり都の主砲を反射することができたのもこのためである。
収穫要塞
紅蜘蛛や雷電、さらに銅筒を輸送するための移動要塞。その機動音は野伏せりの象徴として農民たちから畏れられている。
また劇中では侍たちから本殿と呼ばれている。事実上の野伏せりたちの活動拠点である。輸送用であるため、これ自身の戦闘能力は皆無である。
本丸
大戦時に総大将が乗り込んでいた本丸型戦艦にして大本営。
強力な主砲を備え、防御も堅固。
終戦後にはそのうちの1隻が天主の手に渡り、都として改造を施されるが、装備は大戦時のまま残されている。
二ノ丸
本丸よりも小型の戦艦。第1話の冒頭にのみ登場するが、カンベエにより一刀両断にされている。
斬艦刀（ざんかんとう）
雷電が振るう巨大な対戦艦用の刀。外部に取り付けられたアクセルを入れることで振動し、敵の装甲を切り裂くことができる。また、コクピットが備えられ、人間が搭乗して突撃艦として使用することもできる。
蓄電筒（ちくでんとう）
式杜人によって作られる、巨大なエネルギー源（電池の一種と思われる）。都や虹雅渓といった諸国のエネルギーはこれから供給される。
これの製造は、体に消えぬ汚れを残すといわれている。人体、また子孫の身体へもその影響を及ぼすと言う表現と、テッサイの「式杜人は一瞬で虹雅渓（大都市）を灰にすることができる」と言うような発言をしている。

## スタッフ
- 原作 - 黒澤明『七人の侍』より
- 監督 - 滝沢敏文
- 副監督 - 三浦将則、大原実
- 演出協力 - 高橋良輔
- シリーズ構成 - 冨岡淳広
- キャラクターデザイン - 草彅琢仁
- アニメーションキャラクターデザイン - 橋本英樹
- メカニックデザイン・美術デザイン - 小林誠
- デザインワークス - 森久司、田中雄一
- 美術監督 - 小倉宏昌
- 色彩設計 - 後藤恵子
- 撮影監督 - 吉岡宏夫
- 編集 - 肥田文
- 音楽 - 和田薫、林英哲
- 音響監督 - 鶴岡陽太
- アニメーション・プロデューサー - 笠間寿高
- プロデューサー - 伊藤大輔、猪股一彦
- アニメーション制作 - GONZO
- 製作 - 国際メディア・コーポレーション、GDH

## 主題歌
オープニングテーマ
「UNLIMITED」
歌・作詞 - 相川七瀬 / 作曲 - 柴崎浩 / 編曲 - 柴崎浩、小池敦、岡野ハジメ
「UNLIMITED」は、元々あった楽曲を、SAMURAI7の為に相川七瀬自身が歌詞を書き下ろした。
「JUSTICE」
作詞 - KOMU / 作曲 - STEVEN LEE & ジョーイ・カーボーン & KOMU & YU / 編曲 - KOMU & YU / 歌 - Coming Century
NHK総合の放送分のみ。

エンディングテーマ
「普遍」
歌・作詞・演奏 - Rin' / 作曲 - YUKIYOSHI / 編曲 - Rin'、YUKIYOSHI
「虹結び」
歌・作詞 - Rin' / 作曲・編曲 - YUKIYOSHI
NHK総合の放送分のみ。

## 各話リスト
日付はパーフェクト・チョイス（現・スカチャン）での放送日。一回に二話ずつ、隔週で放送。
| 話数       | サブタイトル | 脚本                | 絵コンテ      | 演出         | 作画監督 （メカ作督）               | 放送日         |
| ---------- | ------------ | ------------------- | ------------- | ------------ | ----------------------------------- | -------------- |
| 第一話     | 斬る!        | 冨岡淳広            | 滝沢敏文      | 黒田やすひろ | 橋本英樹                            | 2004年 6月12日 |
| 第二話     | 喰う!        | 冨岡淳広            | 滝沢敏文      | 則座誠       | 門上洋子                            | 2004年 6月12日 |
| 第三話     | ご冗談を!    | 冨岡淳広            | 吉田徹        | 吉田徹       | 森下博光 （吉田徹）                 | 7月10日        |
| 第四話     | 参る!        | 冨岡淳広            | 東海林真一    | 東出太       | 中井準                              | 7月10日        |
| 第五話     | お粗末!      | 高橋ナツコ          | 小野学        | 多田俊介     | 入江健司                            | 7月24日        |
| 第六話     | 任せろ!      | 高林久弥 冨岡淳広   | 杉島邦久      | 日下部光雄   | 島袋美由紀 （小林渉平）             | 7月24日        |
| 第七話     | 癒す!        | 神山修一            | 奥野浩行      | 奥野浩行     | 奥野浩行                            | 8月14日        |
| 第八話     | 怒る!        | 冨岡淳広            | 寺田和男      | 小倉宏文     | 川畑えるきん                        | 8月14日        |
| 第九話     | 真っ二つ!    | 冨岡淳広            | 吉田徹        | 吉田徹       | 森下博光 高橋成之 （吉田徹）        | 8月28日        |
| 第十話     | 集う!        | 高橋ナツコ          | 松尾慎 大原実 | 岡崎幸男     | 秋山由樹子                          | 8月28日        |
| 第十一話   | やって来た!  | 神山修一            | 多田俊介      | 多田俊介     | 入江健司                            | 9月11日        |
| 第十二話   | わめく!      | 冨岡淳広            | 井内秀治      | 犬川犬夫     | 橋本英樹 河添明                     | 9月11日        |
| 第十三話   | 撃つ!        | 冨岡淳広            | 大原実        | 新田義方     | 丸藤広貴                            | 9月25日        |
| 第十四話   | 暴れる!      | 冨岡淳広            | 東海林真一    | 東出太       | 中井準                              | 9月25日        |
| 第十五話   | ずぶ濡れ!    | 冨岡淳広            | 杉島邦久      | 則座誠       | 晶貴孝二                            | 10月9日        |
| 第十六話   | 死す!        | 冨岡淳広            | 寺田和男      | 吉田徹       | アニメアール                        | 10月9日        |
| 第十七話   | 刈る!        | 冨岡淳広            | 大原実        | 奥野浩行     | 奥野浩行                            | 10月23日       |
| 第十八話   | 潜る!        | 冨岡淳広            | 奥野浩行      | 奥野浩行     | 奥野浩行                            | 10月23日       |
| 第十九話   | 叛く!        | 神山修一 冨岡淳広   | 寺田和男      | 藤本ジ朗     | 海老原雅夫                          | 11月13日       |
| 第二十話   | 着替える!    | 高橋ナツコ 冨岡淳広 | 井内秀治      | 岡崎幸男     | 鈴木信吾                            | 11月13日       |
| 第二十一話 | たわけ!      | 冨岡淳広            | 小野学        | 井草かほる   | 福島豊明                            | 11月27日       |
| 第二十二話 | ひっぱたく!  | 冨岡淳広            | 西森章        | 嵯峨敏       | 秋山由樹子                          | 11月27日       |
| 第二十三話 | うそつき!    | 冨岡淳広            | 奥野浩行      | 奥野浩行     | 奥野浩行                            | 12月11日       |
| 第二十四話 | 契る!        | 冨岡淳広            | 井内秀治      | 東出太       | 海老原雅夫                          | 12月11日       |
| 第二十五話 | 墮ちる!      | 冨岡淳広            | 吉田徹        | 吉田徹       | 谷口守泰 吉田徹 アニメアール        | 12月25日       |
| 第二十六話 | 植える!      | 冨岡淳広            | 大原実        | 黒田やすひろ | 橋本英樹 中井準 奥野浩行 秋山由樹子 | 12月25日       |

## 放送局
- パーフェクト・チョイス（現・スカチャン）で2004年6月12日から （放送終了）
- NHK BShiで2004年10月1日から （放送終了）
- NHK BS2で2005年8月8日から （放送終了）
- アニマックスで2005年10月4日から （放送終了）
- NHK 総合で2006年4月7日から （放送終了）
  - 当初は土曜未明の午前0時30分 - 午前0時55分だったが、ポップジャムのレギュラー放送再開に伴い9月16日未明放送の第18話から11月11日未明放送の最終回まで午前1時5分 - 午前1時35分で対応した。

### 日本国外
- ディッシュ・ネットワーク（アメリカ合衆国）で2006年4月から
- Razer（カナダ）で2006年4月から
- TVB（香港）で2006年7月16日から
- Animax Brazil（ブラジル）で2006年10月3日から
- 台湾電視公司（台湾）
- 東森電影台（台湾）

## 関連商品

### CD
エイベックス・マーケティング・コミュニケーションズより発売。
- 「万華鏡/UNLIMITED」（相川七瀬） 2004年9月29日発売
- 「時空」（Rin'） 2004年5月12日発売
  - エンディングテーマ「普遍」収録
- 「SAMURAI 7 O.S.T」（オリジナルサウンドトラック） 2006年4月26日発売
- 「グッデイ!!」（V6/Coming Century） 2006年6月14日発売
  - 地上波版オープニングテーマ「JUSTICE」収録
- 「Inland Sea」（Rin'） 2006年8月30日発売
  - 地上波版エンディングテーマ「虹結び」収録

avex ioより発売。
- 「SAMURAI 7」（イメージCD） 2004年9月29日発売

### DVD
ソニー・ピクチャーズエンタテインメントより発売。
- 第一巻 2004年9月29日発売
- 第二巻 2004年10月27日発売
- 第三巻 2004年11月26日発売
- 第四巻 2004年12月22日発売
- 第五巻 2005年1月26日発売
- 第六巻 2005年2月23日発売
- 第七巻 2005年3月25日発売
- 第八巻 2005年4月22日発売
- 第九巻 2005年5月25日発売
- 第十巻 2005年6月22日発売
- 第十一巻 2005年7月27日発売
- 第十二巻 2005年8月24日発売
- 第十三巻 2005年9月28日発売

BEST版（廉価版）や、他にUMD版も発売している。すべて地上波放送の前に発売されているため、オープニングアニメ・エンディングアニメは地上波バージョンではない。

## ゲーム
「SAMURAI 7」（PS2用ソフト）
アイディアファクトリーより2006年5月に発売されたアドベンチャーゲーム。神無村出身の侍を目指す主人公イブキになって侍たちと共に神無村をノブセリたちから救うというストーリー。アニメではアキンド編もあるがゲームでは実質16話までである。それぞれの侍との親密度を上げ、エンディングを迎えるというもの。

## 小説
全7巻。2008年からゴマブックスより刊行。アニメで脚本を手がけた冨岡淳広が執筆しているため、アニメとの違和感はない。ゴロベエの過去、ヘイハチの過去、ウキョウの過去などアニメでは触れられていない部分が詳しく語られている。

## 漫画
古川書房版と講談社版の2種類存在する。どちらも全2巻。
古川書房版
単行本描き下ろしで刊行された。それぞれ第1巻には＜天の巻＞、第2巻には＜地の巻＞という名称が付いている。著者は浅野まいこ。
- 『SAMURAI 7』 〈古川コミックス〉、全2巻
  - 天の巻、2005年9月16日発売 ISBN 4-89236-344-8
  - 地の巻、2005年12月2日発売 ISBN 4-89236-346-4

講談社版

## パチスロ
- サムライ7（2011年、ビスティ）
ちなみに、ビスティは過去に原作の「七人の侍」をパチンコ化した実績がある。

## 舞台
2008年
脚本は渡辺和徳、演出は岡村俊一、企画・製作はネルケプランニング、制作のみアール・ユー・ピー。
2008年11月14日から24日に新宿コマ劇場にて上演。
2010年
脚本、演出、制作は2008年版と同じ。主催はネルケプランニングのほか、フジテレビジョンとバーニングプロダクションが参加。
2010年11月20日から2010年12月5日に青山劇場にて上演。
主役がカンベエからカツシロウに変更なる形で脚本・演出も変更が加えられる。
2012年
脚本、演出、制作、主催は2010年版と同じ。
2012年4月1日から2012年4月8日に青山劇場にて上演。
2010年版と同じく、カツシロウが主役となっている。
ヒロインのキララ役の疋田英美は、2010年版ではシノ役を演じていた。
2015年
脚本は入江おろぱ、演出・振付は上島雪夫、主催はネルケプランニングと銀河劇場。
2015年1月17日から1月25日に天王洲 銀河劇場にて上演された。
ミュージカル作品としての上演のため、「初ミュージカル化」となっている。

### 主な配役
青背景が主役。
|            | 2008年                     | 2010年                     | 2012年                     | 2015年     |
| ---------- | -------------------------- | -------------------------- | -------------------------- | ---------- |
| カンベエ   | 加藤雅也                   | 加藤雅也                   | 加藤雅也                   | 別所哲也   |
| カツシロウ | 篠谷聖                     | 三浦翔平                   | 馬場徹                     | 矢崎広     |
| シチロージ | 載寧龍二                   | 相葉弘樹                   | 磯貝龍虎                   | 野島直人   |
| キュウゾウ | 中河内雅貴                 | 西島隆弘（AAA）            | 中河内雅貴                 | 古川雄大   |
| ヘイハチ   | きだつよし                 | 橘大五郎                   | 市瀬秀和                   | 永山たかし |
| ゴロベエ   | 高橋広樹                   | 高橋広樹                   | 高橋広樹                   | 黒須洋壬   |
| キクチヨ   | 住谷正樹（レイザーラモン） | 住谷正樹（レイザーラモン） | 住谷正樹（レイザーラモン） | 大澄賢也   |
| キララ     | 水野絵梨奈                 | 水野絵梨奈                 | 疋田英美                   | 入来茉里   |
| コマチ     | 宮武美桜・宮武祭           | 能政瞳・能政愛             | 能政瞳・能政愛             | -          |
| ヒョーゴ   | 森山栄治                   | 丸山敦史                   | 丸山敦史                   | 市瀬秀和   |
| ウキョウ   | 山崎銀之丞                 | 中川晃教                   | 中川晃教                   | 根本正勝   |

### 舞台DVD
2008・2010年度のオリジナルキャストによる舞台映像が収録されたDVDと、ミュージカル版のDVDが存在する。
2010年版では特典映像として千秋楽カーテンコール、出演者メッセージが収録されている。